# Vesljana (přítok Kamy)
Vesljana (rusky Весляна) nebo Veslena (rusky Веслена) je řeka v Komi-Permjackém okruhu v Permském kraji v Rusku. Je dlouhá 266 km. Plocha povodí měří 7490 km².

## Průběh toku
Ústí zleva do Kamy.

## Využití
Je splavná pro vodáky.